# Mola de Son Pacs
Mola de Son Pacs este o arie protejată (arie de protecție specială avifaunistică — SPA) din Spania întinsă pe o suprafață de 160,3 ha, integral pe uscat.

## Localizare
Centrul sitului Mola de Son Pacs este situat la coordonatele 39°40′31″N 2°36′03″E / 39.6752°N 2.6008°E.

## Înființare
Situl Mola de Son Pacs a fost declarat arie de protecție specială avifaunistică în martie 2006 pentru a proteja 9 specii de animale.

## Biodiversitate
Situată în ecoregiunea mediteraneană, aria protejată nu include niciun habitat protejat.
La baza desemnării sitului se află mai multe specii protejate de  păsări (9): pasărea ogorului (Burhinus oedicnemus), caprimulg (Caprimulgus europaeus), Falco eleonorae, șoim călător (Falco peregrinus), Galerida theklae, acvilă pitică (Hieraaetus pennatus), gaia roșie (Milvus milvus), viespar (Pernis apivorus), Sylvia sarda.
Pe lângă speciile protejate, pe teritoriul sitului au mai fost identificate 16 specii de plante.